# The Final Countdown (chanson)
Pour les articles homonymes, voir The Final Countdown.
Singles de Europe
Rock the Night
(1985) Love Chaser
(1986)
Pistes de The Final Countdown
Rock the Night
The Final Countdown est une chanson de rock du groupe de rock suédois Europe écrite par Joey Tempest. C'est le premier single issu du troisième album studio du groupe, The Final Countdown, sorti le 14 février 1986. C'est la chanson la plus connue du groupe. Elle a atteint la 1re place dans vingt-cinq pays, incluant la France. Aux États-Unis, le single a atteint la 8e place au Billboard Hot 100

## Origine et enregistrement
La chanson est basée sur un riff au clavier que le chanteur Joey Tempest avait écrit vers 1981-1982. Sur un clavier Korg Polysix qu'il avait emprunté au claviériste Mic Michaeli,. En 1985, le bassiste John Levén a suggéré à Tempest d'écrire une chanson basée sur ce riff. Tempest a alors enregistré une démo de la chanson et l'a jouée pour les autres membres du groupe. D'abord, les membres ont exprimé des avis mitigés. Le guitariste John Norum a dit : « Quand j'ai entendu l'intro au synthé de The Final Countdown, ma réaction a été : "Non, c'est nul. Nous ne pouvons pas utiliser ça." Dieu merci, ils ne m'ont pas écouté,. » Tempest a dit : « Certains membres du groupe ont pensé que c'était trop différent d'un groupe rock. Mais, en fin de compte, je me suis battu ardemment pour être sûr que nous l'utiliserions,. »
Les paroles de la chanson ont été inspirées par la chanson Space Oddity de David Bowie. Le son de riff au clavier utilisé dans l'enregistrement provient des synthétiseurs Yamaha TX-816 et Roland JX-8P. Mic Michaeli a dit : « J'ai produit un son de cuivres avec le JX-8P et un son d'usine avec le Yamaha, et juste superposé les deux. »
Quand est venu le moment de choisir le premier single de l'album The Final Countdown, Tempest a proposé la chanson The Final Countdown. À l'origine, le groupe n'avait pas imaginé sortir la chanson en tant que single et certains membres voulaient sortir Rock the Night,. The Final Countdown avait été écrite pour être la chanson d'ouverture pour les concerts et le groupe n'avait jamais pensé que ce puisse être un tube. Mais quand leur label Epic Records a proposé la chanson en tant que premier single, le groupe a décidé d'accepter.

« C'est toujours un sentiment agréable. Parfois quand vous l'entendez dans la rue ou que quelqu'un l'a sur son téléphone portable ou autre... c'est agréable ! En fait, j'ai donné une interview il y a à peu près un an à un journal américain et ils ont parlé de combien elle était utilisée dans les sports aux États-Unis... ce que je ne savais pas vraiment. Apparemment, elle a beaucoup été utilisée et c'était agréable à entendre. Ce qui est ironique, cependant, c'est que la chanson était en fait écrite pour les fans. Elle dure plus de six minutes et n'a jamais été destinée à devenir un tube ou quoi que ce soit. Elle était censée devenir l'ouverture des concerts. On sortait notre troisième album et on avait envie d'un vraiment grand opening pour le show. Donc, j'avais ce "riff" au fond d'un tiroir depuis mes années lycée et je l'ai sorti, trouvé un tempo, écrit des paroles et c'est devenu un super opening pour l'album et pour le concert. De nos jours, on ne la joue plus en répétitions mais quand on la joue en live, c'est juste incroyable ! Cela passe très bien dans le public et on adore vraiment la jouer,. »

— Joey Tempest.

## Sortie et réception
The Final Countdown est sortie au printemps 1986 et est devenue la chanson ayant eu le plus de succès de l'album The Final Countdown dans les charts rock américains ainsi que la chanson la plus populaire d'Europe. Elle a atteint le top 10 du Billboard Hot 100. La semaine suivante, elle est entrée dans les Mainstream Rock Tracks chart dans lequel elle a atteint sa meilleure place à la 18e position pendant sa huitième semaine de figuration au classement et elle y est restée pendant douze semaines. Le tube suivant du groupe est Superstitious qui s'est mieux classée dans le Mainstream Rock Tracks chart.
Le single est sorti internationalement. Au Canada, la chanson a atteint la dixième place des charts. Elle est restée dans le top 10 pendant trois semaines et est devenue la chanson la mieux placée de Europe au Canada. The Final Countdown est arrivée dans le top 3 du UK Singles Chart, restant deux semaines à la première place en décembre et est le seul single de l'album qui soit entré dans le top 20. The Final Countdown est devenue numéro 1 dans vingt-cinq pays dont la France, l'Allemagne, l'Irlande, la Suède et l'Italie.
La chanson jouit d'une grande popularité dans les arènes et stades de sport ; les kiosques jouent souvent le riff de l'intro pour attirer la foule ; elle est également devenue un incontournable pour les groupes dans les lycées aux États-Unis qui jouent lors d'évènements (pep bands) pour les mêmes raisons. Elle est également beaucoup utilisée dans la série télévisée Arrested Development pour les tours de magie de George Oscar « Gob » Bluth. La chanson a été utilisée pour la publicité américaine pour Mario et Sonic aux Jeux olympiques et pour le thème musical des catcheurs professionnels Keiji Mutō, Paul Diamond, Bryan Danielson, Flex Armstrong et Sara Del Rey. C'était une chanson non officielle de l'Eurobasket de 1987 qui s'est déroulé à Athènes en Grèce (c'était l'une des chansons jouées pendant les mi-temps) et elle est encore associée avec l'arrivée des Pistons de Détroit pour leurs matchs à domicile au Palace of Auburn Hills. . Elle a également été le thème musical de l'émission d'Henry Greene Radio Therapy sur la station de radio américaine WQLT pendant plusieurs années et continue d'être largement diffusée à la radio. Dans The Singing Bee, un jeu télévisé américain, elle était jouée avant le round final appelé The Final Countdown. La chanson est également présente dans les jeux vidéo SingStar '80s, Saints Row 2, Lego Rock Band, Just Dance 4 et Call of Duty Infinite Warfare. En 2010, la chanson était la chanson du teaser de la troisième saison de Ashes to Ashes sur BBC One. Au théâtre, Joël Pommerat utilise le riff quand Louis XVI va à la rencontre du peuple dans Ça ira (1) Fin de Louis (2015).
La chanson a été nommée 66e meilleure chanson hard rock de tous les temps par VH1. Blender l'a placée 27e pire chanson de tous les temps et à la fois VH1 et Blender l'ont classée 16e sur la liste des plus incroyablement mauvaises chansons de tous les temps (Most Awesomely Bad Songs…Ever).

## Clip vidéo
Le clip a été réalisé par Nick Morris et contient des enregistrements de deux concerts que le groupe a fait à Solnahallen à Solna, en Suède les 26 et 27 mai 1986, ainsi que d'autres tournages filmés lors des tests de sons pour ces concerts.

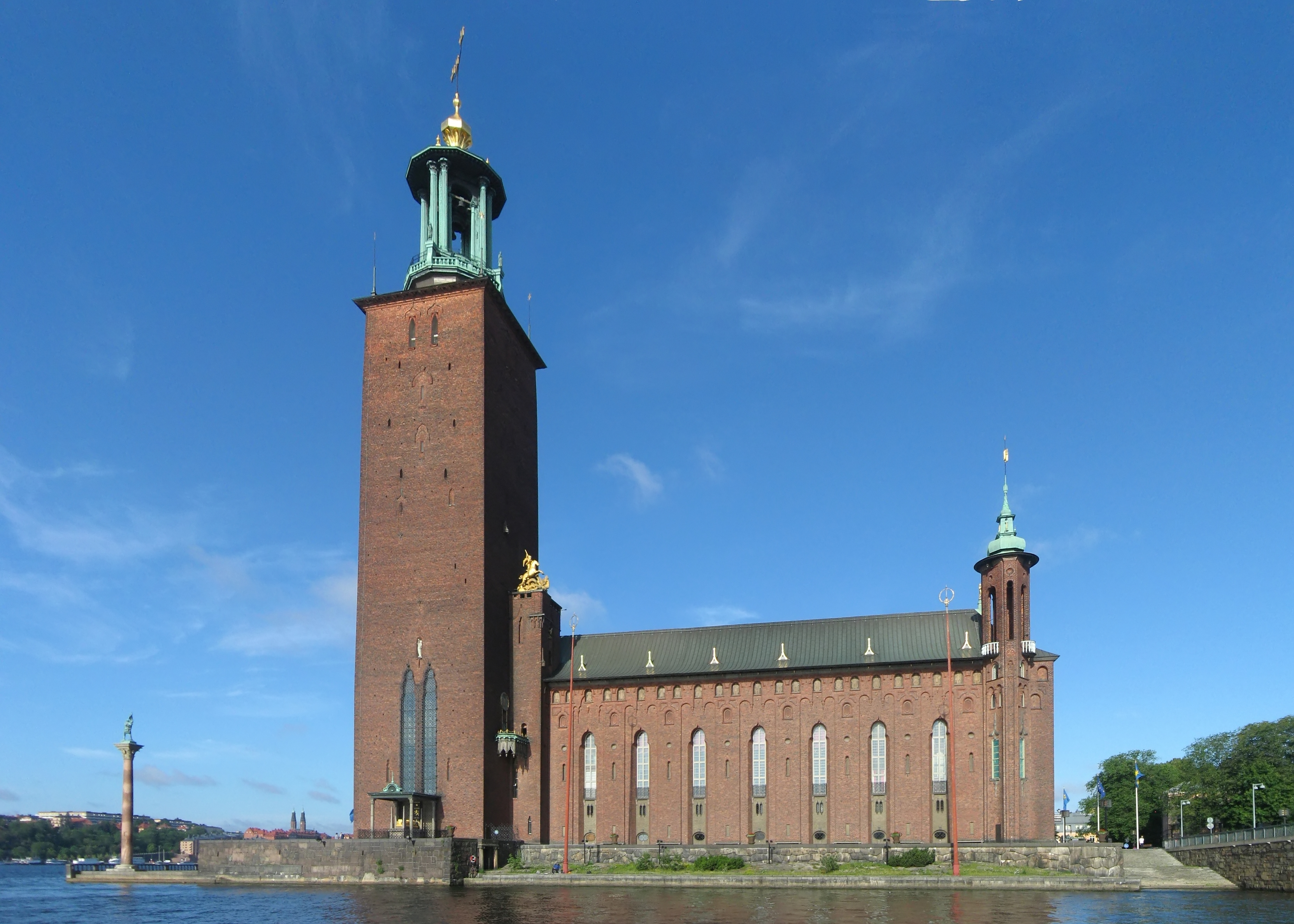
L'Hotel de Ville de Stockholm que l'on peut apercevoir dans le clip de The Final Countdown

Les images de paysages visibles ont été tournées principalement à Stockholm.

## Performances live
La chanson est devenue une chanson régulière des concerts de Europe depuis la première de la tournée de concerts Final Countdown Tour en avril 1986. Une des performances les plus mémorables de la chanson a eu lieu à Stockholm, en Suède le 31 décembre 1999, pour les célébrations du nouveau millénaire, puisqu'il s'agissait de la première performance d'Europe avec deux guitaristes, John Norum et son remplaçant Kee Marcello,.

## Reprises
We Take the Chance, single du duo Modern Talking, sorti en 1998 et extrait de l'album Back for Good, sample la chanson The Final Countdown. Cette chanson a été utilisée comme hymne du parti nationaliste pour les élections de 1998 à Malte.
La chanson a été reprise par de nombreux artistes, dont Dispatched, l'Orchestre symphonique de Londres, Freezepop, After Forever, Dannii Minogue, Gigatron, Geoff Downes, The Protomen, Norther, Dispatched, The Toy Dolls, Immolation, Leif Garrett, Furillo, Vision Divine, The Delegates, Grimethorpe Colliery Band, Stone, le groupe de violoncellistes lettons Melo-M et Crazy Frog. Le groupe d'avant-garde slovène Laibach a fait une reprise de la chanson pour leur album Nato et ont tourné un clip de promotion.
Le 25 juin 2008, Rev. Flavor et Dr Drase ont joué deux heures de reprises de The Final Countdown pour célébrer leur dernier show sur la radio WLUW lors du The Final Hump Day. À cette occasion, ils ont demandé à des groupes de travailler sur des reprises de la chanson. Les versions jouées ce soir-là incluent des versions 8-bits, The Final Crackdown par Drop The Lime, une version traduite en polonais et interprétée par le groupe J+J+J, une version beatbox avec les rappeurs Sharkula et Yea Big, une reprise par le groupe Dr Murderer, une version freestyle de Treasure Mammal en direct de sa voiture, une version par le groupe Autumn on Acid, une version banjo de Rick Franklin et un mashup de l'animateur radio grec Steve Damien. Le show s'est terminé sur une version studio jouée par un groupe de dix personnes dont les membres de Blue Ribbon Glee Club, Hidden Mitten et Maybenauts.
Une station de radio américaine Classic Rock 101 a sorti une parodie intitulée The Financial Meltdown, basée sur la crise financière mondiale de 2007-2008.
Le groupe britannique Eskimo Disco a enregistré une reprise utilisée dans le film Frequently Asked Questions About Time Travel sorti en 2009.
Une reprise interprétée par le groupe Deep Sunshine a ajouté une notoriété supplémentaire à la chanson : leur performance live a été enregistrée et est devenue un rickroll sur fark.com, étant visionnée plus d'un million de fois sur YouTube. La vidéo a été intitulée Plus mauvaise reprise de tous les temps sur YouTube, son succès provenant de son manque de valeur artistique,.
La chanson est incluse dans la comédie musicale de Broadway Rock of Ages qui rend hommage au rock des années 1980.
En 2013, la chanson figure parmi les musiques additionnelles du film Les Reines du ring.
En Juin 2014, le producteur de hip-hop MKL remixe The final countdown en version trap.
En Septembre 2014, lors du Festival international de musique militaire "Spasskaya Bashnya" de Moscou, la musique a été jouée par les orchestres militaires. Elle fut également reprise lors du festival international de musique militaire "Amourski Volni" pour l'édition de 2014 et de 2017.
La série télévisée Glee y a rendu hommage à la fin de sa dernière saison en 2015.
La chanson fut longtemps la musiquée d'entrée du catcheur Bryan Danielson pendant sa période sur le circuit indépendant.
Le 5 septembre 2021, 220 musiciens venant de plusieurs régions de Russie (batteurs, guitaristes, bassistes, trompettistes, saxophonistes, claviéristes et chanteurs) ont repris la chanson au parc VDNH à Moscou.

## Classement
| Classement (1986)                      | Meilleure position |
| -------------------------------------- | ------------------ |
| Allemagne (Media Control AG)           | 1                  |
| Autriche (Ö3 Austria Top 40)           | 1                  |
| Belgique (Flandre Ultratop 50 Singles) | 1                  |
| Espagne (Promusicae)[réf. nécessaire]  | 1                  |
| États-Unis (Hot 100)                   | 8                  |
| France (SNEP)                          | 1                  |
| Irlande (IRMA)                         | 1                  |
| Italie (FIMI)                          | 1                  |
| Norvège (VG-lista)                     | 4                  |
| Nouvelle-Zélande (RMNZ)                | 12                 |
| Pays-Bas (Single Top 100)              | 1                  |
| Suède (Sverigetopplistan)              | 1                  |
| Suisse (Schweizer Hitparade)           | 1                  |
| Royaume-Uni (UK Singles Chart)         | 1                  |

## Personnel
- Joey Tempest - chant
- John Norum - guitare
- John Levén - guitare basse
- Mic Michaeli - clavier
- Ian Haugland - batterie

## The Final Countdown 2000
Singles de Europe
Sweet Love Child
(1993) Got to Have Faith
(2004)
Pistes de 1982–2000
Dreamer On Broken Wings
En 1999, un remix dance The Final Countdown 2000 est sorti. Il a été produit par Brian Rawling qui avait déjà eu du succès avec Believe de Cher. Le single a subi une légère controverse car les premiers singles sortis ne comportaient pas le premier 'o' de Countdown et était donc intitulé The Final Cuntdown 2000. L'histoire a été confirmée par Tempest pendant une interview donnée pour l'émission de radio rock américaine The Tour Bus. La réaction du groupe à propos du remix n'était pas très bonne : « Le remix était un désastre. Je ne pisserais pas dessus s'il était en feu ! » a dit le batteur Ian Haugland.

### Classement
| Classement (2000)                  | Meilleure position |
| ---------------------------------- | ------------------ |
| Allemagne (Media Control AG)       | 1                  |
| Australie (ARIA)                   | 33                 |
| Suède (Sverigetopplistan)          | 6                  |
| Finlande (Suomen virallinen lista) | 12                 |
| Norvège (VG-lista)                 | 12                 |
| Pays-Bas (Single Top 100)          | 60                 |
| Suisse (Schweizer Hitparade)       | 33                 |
| Royaume-Uni (UK Singles Chart)     | 36                 |

## Source
- (en) Cet article est partiellement ou en totalité issu de l’article de Wikipédia en anglais intitulé « The Final Countdown (song) » (voir la liste des auteurs).